# 齊默伯格巴赫河
51°5′23.1″N 7°35′5.4″E / 51.089750°N 7.584833°E
齊默伯格巴赫河（德語：Zimmerberger Bach），是德國的河流，位於該國西部，處於北萊茵-威斯特法倫州，屬於伍珀河的右支流，河道全長0.7公里，河畔城鎮有馬林海德。